# Serravalle (Szwajcaria)
Serravalle – miejscowość i gmina w południowej Szwajcarii, w kantonie Ticino, w okręgu (distretto) Blenio, siedziba administracyjna powiatu (circolo) Malvaglia. Powstała 1 kwietnia 2012 w wyniku połączenia gmin Ludiano, Malvaglia i Semione.  

## Demografia
W Serravalle mieszka 2053 osób. W 2021 roku 9,7% populacji gminy stanowiły osoby urodzone poza Szwajcarią. 

## Transport
Przez teren gminy przebiega droga główna nr 416.